# おいしいごはん 鎌倉・春日井米店
『おいしいごはん 鎌倉・春日井米店』（おいしいごはん かまくら・かすがいこめてん）は、2007年10月25日から12月13日まで毎週木曜日21:00 - 21:54に、テレビ朝日系「木曜ドラマ」枠で放送された日本のテレビドラマ。石原プロモーション制作。主演は渡哲也。

## 概要
神奈川県鎌倉市にある老舗米穀店が舞台。コメディの要素を加えたホームドラマ的な作品になる。
制作発表は石原裕次郎の20回目の命日である2007年7月17日、裕次郎の墓がある横浜市鶴見区の總持寺で行われた。
このドラマで徳重聡の妻役で出演する藤原紀香は、陣内智則と結婚後初のテレビドラマ出演となる。また、渡にとって、同時刻でのドラマ出演は『熟年離婚』以来2年ぶりであり、渡、藤原、徳重は2005年9月にテレビ朝日系で放映された単発ドラマ『祇園囃子』以来2年ぶりの共演でもあった。水川あさみと塚地武雅は、同年9月1日にフジテレビ系で放映された単発ドラマ『裸の大将』に続いて2度目の共演となる。
番組を製作する石原プロモーションにとっては、『愛しの刑事』（テレビ朝日系）以来14年ぶりの連続ドラマであり、初のホームドラマの製作となる。なお、2017年現在ソフト化されていない。『祇園囃子』『弟』などのスペシャルドラマを除けば、石原プロ制作の連続ドラマでは唯一ソフト化が行われていない作品である。
第3話冒頭では、同じ石原プロ製作の『西部警察』の再放送（実際にはカーアクションや爆破の名場面が流れていた）を一家揃って見るシーンがあり、｢最近のテレビはこういうのをやらないからダメなんだ！｣という、渡演じる竜平のセルフパロディ的な台詞がある。

## 登場人物

### 春日井家
春日井竜平
演 - 渡哲也（青年期：渡邉邦門）
鎌倉で100年も続く春日井米店の社長であり地元消防団の団長でもある。通称「鎌倉の竜」。意地っ張りな性格からか誤解を受けやすいが本当は春日井家の事をとても大切に思っている。常に杖を持ち歩いている。雫に対してはとても優しく幼い孫の翔太よりも溺愛している。その本当の理由は美雪に雫を守る約束をしたからなのだが逆にその事が雫を傷つける原因になってしまう。バツイチ（後述）。
春日井たえ
演 - 藤原紀香（幼少期：飯塚奏音）
新平の妻。料理がかなり下手（シャケを炭になるほど焼いてしまったり玉子焼きにピーナッツバターを入れるなど）だが、下手なのを自覚しそれでもめげずに料理を作り続けている。（新平もたえのそのような部分が好きだと語っている。）かなり明るくはつらつしていて何事も苦に思わない性格。また、少々天然であり、雫が竜平に復讐する為に春日井家に来たと知った際、みんなに言うか雫を説得するか悩んだあげく何も聞かなかったことにした。だが、けっして空気が読めないわけではなく、雫のことを心配したり円の心情を察知したりと相手を気遣う優しさも持ち、竜平が家族ともめるといつも真ん中にたって和解させる。実は、幼い頃に両親を亡くしており「家族団欒」という言葉には強く憧れている。
春日井新平
演 - 徳重聡（幼少期：藤田悠希）
春日井家の長男で、たえの夫。強がりで小心者。会社をクビになり（理由は不明）、春日井米店で働いている。竜平のことがかなり嫌いらしいが、身勝手なところは父親に似ている。
宇喜田円
演 - 羽田美智子（幼少期：佐藤優里奈）
春日井家の長女。華道家である名門の宇喜田流家元の妻。通称お華のおねいちゃん。
春日井楓
演 - 水川あさみ（幼少期：小林愛里香）
春日井家の次女。通称呪いのおねいちゃん。常に無表情。絵描きで不気味な絵ばかり描いているが、ここのところ何年かスランプ状態になっている。他人のにぎったおにぎりが食べられない。不吉なことばかり言う暗い性格に思われがちだが誰よりも繊細。本当は絵描きよりも普通のお嫁さんになるのが夢だと語っているが本当は幼い頃優秀だった兄達と比べられ自分にはなんの才能もない、だからお嫁になるしかないという思い込みからきていたものであった。だが、竜平に自分の絵を見せた際竜平に「こんな絵はおまえにしか描けない、絵描きになれ」といわれ絵を描くようになる。彼女の代表作といえば13歳のとき自分の部屋の壁に毎日一匹ずつ丁寧にジョロウグモを描いた「ジョロウグモの大群」という絵があり当時一緒に寝ていた円は毎朝起きるたびに悲鳴をあげていたらしい。
沢野雫
演 - 星井七瀬
竜平の隠し子。母親の美雪が死に春日井米店にやってくる。実は竜平の遺産が目的で春日井家に来ていた。
春日井翔太
演 - 土井洋輝
たえと新平の息子。まだ幼いが精神年齢は春日井家のなかで一番上であり、相手の心を読むのが上手い。春日井米店の跡継ぎに勝手にされてしまい、竜平に厳しい特訓をさせられていて、風邪をひいているにもかかわらず特訓をさせられ麻疹になり隔離されたりとこの話で一番の苦労人（だが結果的にこのことが円を救うきっかけとなる）。番組内のナレーションも担当。

### 春日井家の関係者
円城寺千恵子
演 - 余貴美子（若き日：夏未エレナ）
竜平の元妻で新平・円・楓の実母である。
沢野美雪（act in 2.7）
演 - 高島礼子
雫の母親。かつて鎌倉市内で小料理屋を営んでいたが、ある日突然竜平の下を去り仙台市に移住し雫を産み育てた。
雫の叔母（act in 6.7）
演 - 根岸季衣

### その他
康庵和尚
演 - 小野武彦
鎌倉にある古刹の住職。竜平とは幼馴染である。
ゴロー
演 - 塚地武雅（ドランクドラゴン）
春日井米店の従業員。竜平を尊敬している。サーフィンが趣味で休みの日は朝早くから海にでかける。もと記憶喪失で北国のトンネルをさまよっているところを発見され、全国を旅しているうちに鎌倉に居着いた。春日井姓の戸籍を竜平に作ってもらった。サーフィンは、「やってみたらできた」。

### 竜平の仲間たち
- マサ - 住田隆
- 瀬戸物屋主人 - 不破万作
- 和菓子屋若女将 - 山下容莉枝
- 古道具屋主人 - 俵木藤汰
- ナオミ - メイサツキ
- アケミ - 夕樹ゆう

### ゲスト
第3話
- 宇喜田静江 - 中村玉緒
- 宇喜田正邦 - 林泰文
- TVリポーター - 友近

第5話
- 新田部長 - 相島一之
- 沼田 - 鈴木拓
- 佐藤編集長 - 田村友里
- 金田君 - 嘉数一星

第6話
- 津村昇 - 舘ひろし

第7話
- 半原組組長 - 長門裕之
- 若頭 - 金児憲史

最終話
- 宇喜田正邦 - 林泰文
- 沼田 - 鈴木拓
- 医師 - 大高洋夫
- 望月女史 - 弘中麻紀
- ハローワーク職員 - 高杉航大
- 好青年 - 三浦光

## スタッフ
- 企画 - 小林正彦（石原プロモーション）
- 脚本 - 古沢良太
- 音楽 - 大島ミチル
- 監督 - 吉田啓一郎、田村孝蔵
- プロデューサー - 西河喜美子（テレビ朝日）、大川武宏（テレビ朝日）、山崎智広（石原プロモーション）
- 選曲 - 合田麻衣子
- 効果 - 橋本正二（効果屋）
- フードコーディネーター - 江の島サザ江
- 料理監修 - ニンニン服部
- 技斗 - 高倉英二
- 劇中ダンス振り付け指導 - カオスパフォーマーズオフィス
- 美術協力 - テレビ朝日クリエイト
- 技術協力 - ブル、バウムレーベン
- スチル - 文化工房
- 協力 - ごはんミュージアム、全農パールライス東日本
- 制作 - テレビ朝日、石原プロモーション

### 技術スタッフ
- 撮影 - 熱田大、木村弘一
- 照明 - 椎野茂
- 録音 - 佐藤泰博
- 映像 - 乙黒貴司、勝又章浩
- SW - 田代浩
- 編集 - 白水孝幸
- ライン編集 - 山崎進

### 美術スタッフ
- 美術プロデューサー - 村竹良二、根古屋史彦
- 美術進行 - 水野愛子
- 装置 - 早川隆之
- 大道具 - 松岡美都司
- 装飾 - 阿部一博
- 持道具 - 梅澤有紀
- 衣裳 - 小池明日香
- スタイリスト - 阪本幸恵、梶原寛子
- メイク - 大沢香織、森田京子（渡哲也）、佐々木博美（藤原紀香）

## 主題歌
- COLOR「青い鳥」

## 放送日程
| 各話                                                          | 放送日         | サブタイトル                 | 監督       | 視聴率 |
| ------------------------------------------------------------- | -------------- | ---------------------------- | ---------- | ------ |
| 第1話                                                         | 2007年10月25日 | 春一番のコロッケ             | 吉田啓一郎 | 13.0%  |
| 第2話                                                         | 2007年11月01日 | けんちん汁と渚のシンドバッド |            | 11.7%  |
| 第3話                                                         | 2007年11月08日 | 青い珊瑚礁とまつたけごはん   | 吉田啓一郎 | 09.3%  |
| 第4話                                                         | 2007年11月15日 | めだかの兄妹の手巻き寿司     | 田村孝蔵   | 07.7%  |
| 第5話                                                         | 2007年11月22日 | 勝手にカレーライスにしやがれ | 吉田啓一郎 | 06.5%  |
| 第6話                                                         | 2007年11月29日 | 夜霧とぬか漬けよ今夜も有難う | 吉田啓一郎 | 08.6%  |
| 第7話                                                         | 2007年12月06日 | 餃子の川の流れのように       | 吉田啓一郎 | 06.7%  |
| 最終話                                                        | 2007年12月13日 | すき焼きといい日旅立ち       | 吉田啓一郎 | 08.3%  |
| 平均視聴率 9.0%（視聴率はビデオリサーチ調べ、関東地区・世帯） |                |                              |            |        |

※愛のエプロン2007秋祭渡哲也&藤原紀香が夢参戦!!ドリームマッチ史上最大の（秘）料理決戦への番組宣伝を兼ねたゲスト出演時視聴率は8.9%である。協力:えびす屋

## 遅れネット局
- YBS山梨放送（日本テレビ系列）
- BSS山陰放送（TBS系列）
- UMKテレビ宮崎（FNN・NNN・ANNクロスネット）

## 小説
- 『おいしいごはん―鎌倉・春日井米店』

脚本家・古沢良太が自ら小説化している。